# 예언자 (책)

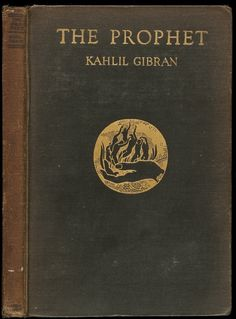

《예언자》(The Prophet)는 칼릴 지브란의 1923년 에세이 책이다. 앨프리드 A. 노프 출판사에서 발행되었으며, 40여개의 언어로 번역되어 각국에서 발행되었다.